# 洛倫氏甲鰨
洛倫氏甲鰨為輻鰭魚綱鰈形目鰨亞目無臂鰨科的其中一種，為熱帶淡水魚，分布於南美洲巴拉圭河及烏拉圭河流域，體長可達5.4公分，棲息在底層水域，生活習性不明。